# Ku (Giappone)

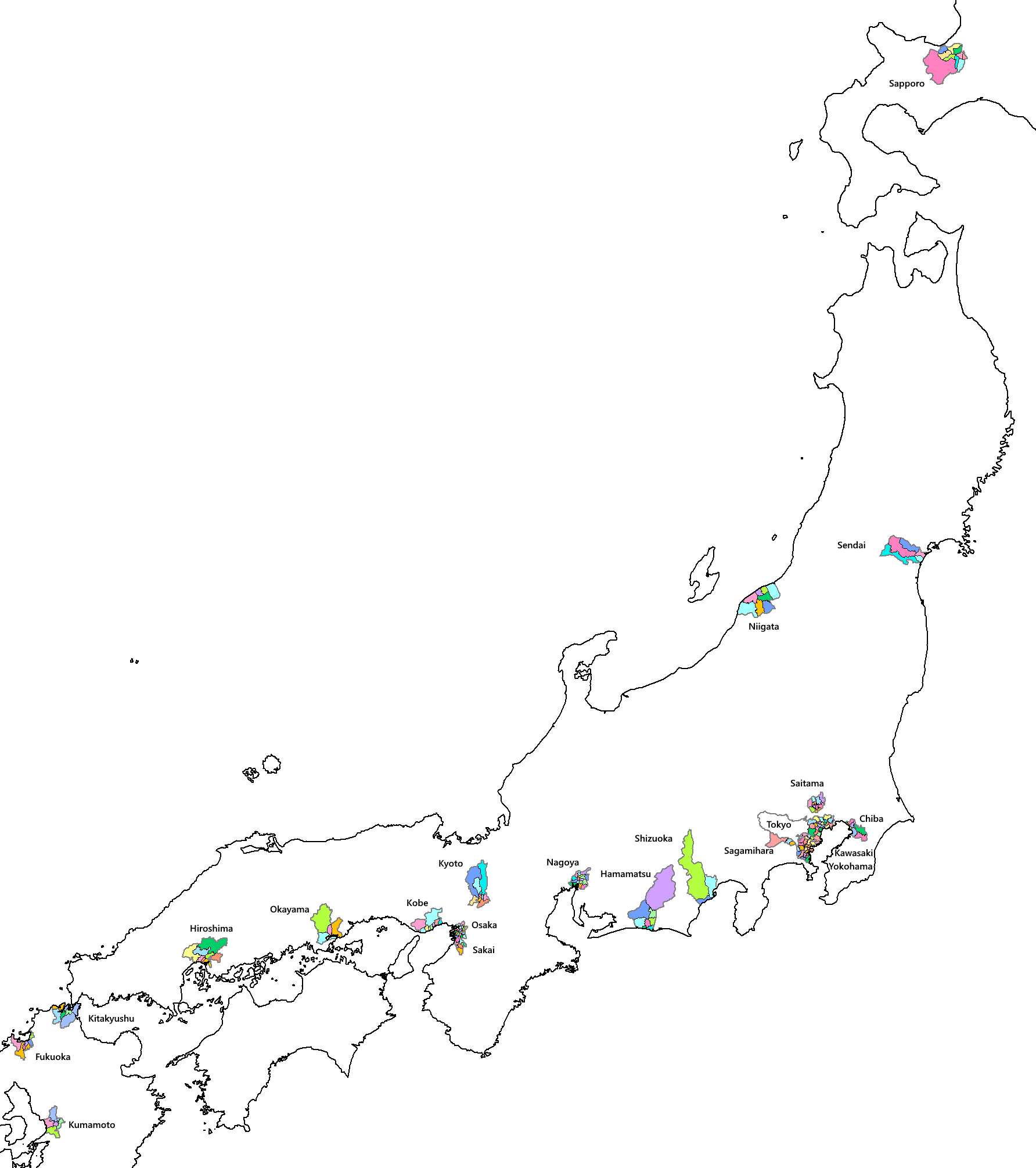
Città giapponesi suddivise in ku

Il ku (区?), spesso tradotto come quartiere, è una divisione amministrativa subordinata delle città designate dai decreti del governo giapponese.
I ku sono unità amministrative locali controllate direttamente dall'amministrazione comunale. A loro sono affidate funzioni amministrative come la tenuta del registro della popolazione (koseki), l'assicurazione sanitaria e l'imposta patrimoniale. Molti ku hanno le proprie organizzazioni di residenti che svolgono vari compiti ma non hanno un'autorità propria.

## Storia
All'inizio del periodo Meiji, nel 1871, fu applicato un “sistema di grandi distretti e piccoli distretti” (大区小区制?, daiku-shōku-sei), in cui le prefetture erano divise in “grandi distretti” (daiku) e questi a loro volta in “piccoli distretti” (shōku).
Con la legge Gun-ku-chō-son-hensei-hō (郡区町村編制法?, “Legge sull'organizzazione delle contee, dei distretti, delle città e dei villaggi”) promulgata nel 1878, solo le aree urbane venivano ancora chiamate ku. Tokyo, Kyōto e Osaka erano costituite da diversi ku di questo tipo (Tokyo da 15 distretti, Ōsaka da Kita-ku, Higashi-ku, Minami-ku e Nishi-ku, e Kyōto da Kamigyō-ku e Shimogyō-ku). Tuttavia, queste città non avevano un'amministrazione comunale, ma erano governate direttamente dalla rispettiva prefettura (Tokyo-fu, Kyōto-fu e Ōsaka-fu) e non erano quindi unità amministrative indipendenti. Anche le principali città formatesi in seguito erano organizzate come ku: Nagoya, Kanazawa, Hiroshima, Wakayama, Yokohama, Sendai, Sakai, Fukuoka, Kumamoto, Kōbe, Niigata, Okayama, Nagasaki, Hakodate, Fushimi, Akamagaseki (Shimonoseki) e Sapporo. Con l'introduzione del moderno sistema municipale il 1º aprile 1889, questi ku - ad eccezione di Fushimi, a cui fu tolto lo status di ku nel 1881, e del caso particolare di Sapporo - furono convertiti in shi (市?, città), e furono creati gli shi di Tokyo, Kyōto e Osaka, a cui i loro ku erano subordinati.
Ci sono state eccezioni nella prefettura di Okinawa e nell'Hokkaidō, dove le grandi città formatesi in seguito sono state ancora indicate come ku: Naha e Shuri a Okinawa tra il 1896 e il 1921 e Asahikawa, Hakodate, Kushiro, Muroran, Otaru e Sapporo sempre nell'Hokkaidō tra il 1899 e il 1922. Anche questi sono diventati successivamente shi.

## Elenco deiku
| Prefettura              | Città      | Ku               | Giapponese | Superficie (km2) |
| ----------------------- | ---------- | ---------------- | ---------- | ---------------- |
| Hokkaidō                | Sapporo    | Atsubetsu        | 厚別区     | 24.38            |
| Hokkaidō                | Sapporo    | Chūō             | 中央区     | 46.42            |
| Hokkaidō                | Sapporo    | Higashi          | 東区       | 56.97            |
| Hokkaidō                | Sapporo    | Kita             | 北区       | 63.57            |
| Hokkaidō                | Sapporo    | Kiyota           | 清田区     | 59.87            |
| Hokkaidō                | Sapporo    | Minami           | 南区       | 657.48           |
| Hokkaidō                | Sapporo    | Nishi            | 西区       | 75.10            |
| Hokkaidō                | Sapporo    | Shiroishi        | 白石区     | 34.47            |
| Hokkaidō                | Sapporo    | Teine            | 手稲区     | 56.77            |
| Hokkaidō                | Sapporo    | Toyohira         | 豊平区     | 46.23            |
| Prefettura di Miyagi    | Sendai     | Aoba             | 青葉区     | 302.24           |
| Prefettura di Miyagi    | Sendai     | Izumi            | 泉区       | 146.61           |
| Prefettura di Miyagi    | Sendai     | Miyagino         | 宮城野区   | 58.19            |
| Prefettura di Miyagi    | Sendai     | Taihaku          | 太白区     | 228.39           |
| Prefettura di Miyagi    | Sendai     | Wakabayashi      | 若林区     | 50.86            |
| Prefettura di Saitama   | Saitama    | Chūō             | 中央区     | 8.39             |
| Prefettura di Saitama   | Saitama    | Iwatsuki         | 岩槻区     | 49.17            |
| Prefettura di Saitama   | Saitama    | Kita             | 北区       | 16.86            |
| Prefettura di Saitama   | Saitama    | Midori           | 緑区       | 26.44            |
| Prefettura di Saitama   | Saitama    | Minami           | 南区       | 13.82            |
| Prefettura di Saitama   | Saitama    | Minuma           | 見沼区     | 30.69            |
| Prefettura di Saitama   | Saitama    | Nishi            | 西区       | 29.12            |
| Prefettura di Saitama   | Saitama    | Omiya            | 大宮区     | 12.80            |
| Prefettura di Saitama   | Saitama    | Sakura           | 桜区       | 18.64            |
| Prefettura di Saitama   | Saitama    | Urawa            | 浦和区     | 11.51            |
| Prefettura di Chiba     | Chiba      | Chūō-ku          | 中央区     | 44.69            |
| Prefettura di Chiba     | Chiba      | Hanamigawa       | 花見川区   | 34.19            |
| Prefettura di Chiba     | Chiba      | Inage            | 稲毛区     | 21.22            |
| Prefettura di Chiba     | Chiba      | Midori           | 緑区       | 66.25            |
| Prefettura di Chiba     | Chiba      | Mihama           | 美浜区     | 21.20            |
| Prefettura di Chiba     | Chiba      | Wakaba           | 若葉区     | 84.21            |
| Prefettura di Kanagawa  | Yokohama   | Aoba             | 青葉区     | 35.22            |
| Prefettura di Kanagawa  | Yokohama   | Asahi            | 旭区       | 32.73            |
| Prefettura di Kanagawa  | Yokohama   | Hodogaya         | 保土ケ谷区 | 21.93            |
| Prefettura di Kanagawa  | Yokohama   | Isogo            | 磯子区     | 19.05            |
| Prefettura di Kanagawa  | Yokohama   | Izumi            | 泉区       | 23.58            |
| Prefettura di Kanagawa  | Yokohama   | Kanagawa         | 神奈川区   | 23.73            |
| Prefettura di Kanagawa  | Yokohama   | Kanazawa         | 金沢区     | 30.96            |
| Prefettura di Kanagawa  | Yokohama   | Kōhoku           | 港北区     | 31.40            |
| Prefettura di Kanagawa  | Yokohama   | Kōnan            | 港南区     | 19.90            |
| Prefettura di Kanagawa  | Yokohama   | Midori           | 緑区       | 25.51            |
| Prefettura di Kanagawa  | Yokohama   | Minami           | 南区       | 12.65            |
| Prefettura di Kanagawa  | Yokohama   | Naka             | 中区       | 21.20            |
| Prefettura di Kanagawa  | Yokohama   | Nishi            | 西区       | 7.03             |
| Prefettura di Kanagawa  | Yokohama   | Sakae            | 栄区       | 18.52            |
| Prefettura di Kanagawa  | Yokohama   | Seya             | 瀬谷区     | 17.17            |
| Prefettura di Kanagawa  | Yokohama   | Totsuka          | 戸塚区     | 35.79            |
| Prefettura di Kanagawa  | Yokohama   | Tsurumi          | 鶴見区     | 33.23            |
| Prefettura di Kanagawa  | Yokohama   | Tsuzuki          | 都筑区     | 27.87            |
| Prefettura di Kanagawa  | Kawasaki   | Asao             | 麻生区     | 23.25            |
| Prefettura di Kanagawa  | Kawasaki   | Kawasaki         | 川崎区     | 39.53            |
| Prefettura di Kanagawa  | Kawasaki   | Miyamae          | 宮前区     | 18.61            |
| Prefettura di Kanagawa  | Kawasaki   | Nakahara         | 中原区     | 14.74            |
| Prefettura di Kanagawa  | Kawasaki   | Saiwai           | 幸区       | 10.01            |
| Prefettura di Kanagawa  | Kawasaki   | Takatsu          | 高津区     | 16.36            |
| Prefettura di Kanagawa  | Kawasaki   | Tama             | 多摩区     | 20.50            |
| Prefettura di Kanagawa  | Sagamihara | Chūō             | 中央区     | 36.87            |
| Prefettura di Kanagawa  | Sagamihara | Midori           | 緑区       | 253.68           |
| Prefettura di Kanagawa  | Sagamihara | Minami           | 南区       | 38.11            |
| Prefettura di Niigata   | Niigata    | Akiha            | 秋葉区     | 95.38            |
| Prefettura di Niigata   | Niigata    | Chūō             | 中央区     | 37.75            |
| Prefettura di Niigata   | Niigata    | Higashi          | 東区       | 38.62            |
| Prefettura di Niigata   | Niigata    | Kita             | 北区       | 107.72           |
| Prefettura di Niigata   | Niigata    | Kōnan            | 江南区     | 75.42            |
| Prefettura di Niigata   | Niigata    | Minami           | 南区       | 100.91           |
| Prefettura di Niigata   | Niigata    | Nishi            | 西区       | 94.09            |
| Prefettura di Niigata   | Niigata    | Nishikan         | 西蒲区     | 176.55           |
| Prefettura di Shizuoka  | Shizuoka   | Aoi              | 葵区       | 1,073.76         |
| Prefettura di Shizuoka  | Shizuoka   | Shimizu          | 清水区     | 265.09           |
| Prefettura di Shizuoka  | Shizuoka   | Suruga           | 駿河区     | 73.05            |
| Prefettura di Shizuoka  | Hamamatsu  | Chūō             | 中央区     | 268.45           |
| Prefettura di Shizuoka  | Hamamatsu  | Hamana           | 浜名区     | 345.77           |
| Prefettura di Shizuoka  | Hamamatsu  | Tenryū           | 天竜区     | 943.84           |
| Prefettura di Aichi     | Nagoya     | Atsuta           | 熱田区     | 8.20             |
| Prefettura di Aichi     | Nagoya     | Chikusa          | 千種区     | 18.18            |
| Prefettura di Aichi     | Nagoya     | Higashi          | 東区       | 7.71             |
| Prefettura di Aichi     | Nagoya     | Kita             | 北区       | 17.53            |
| Prefettura di Aichi     | Nagoya     | Meitō            | 名東区     | 19.45            |
| Prefettura di Aichi     | Nagoya     | Midori           | 緑区       | 37.91            |
| Prefettura di Aichi     | Nagoya     | Minami           | 南区       | 18.46            |
| Prefettura di Aichi     | Nagoya     | Minato           | 港区       | 45.63            |
| Prefettura di Aichi     | Nagoya     | Mizuho           | 瑞穂区     | 11.22            |
| Prefettura di Aichi     | Nagoya     | Moriyama         | 守山区     | 34.01            |
| Prefettura di Aichi     | Nagoya     | Naka             | 中区       | 9.38             |
| Prefettura di Aichi     | Nagoya     | Nakagawa         | 中川区     | 32.02            |
| Prefettura di Aichi     | Nagoya     | Nakamura         | 中村区     | 16.30            |
| Prefettura di Aichi     | Nagoya     | Nishi            | 西区       | 17.93            |
| Prefettura di Aichi     | Nagoya     | Shōwa            | 昭和区     | 10.94            |
| Prefettura di Aichi     | Nagoya     | Tenpaku-ku       | 天白区     | 21.58            |
| Prefettura di Kyoto     | Kyoto      | Fushimi          | 伏見区     | 61.66            |
| Prefettura di Kyoto     | Kyoto      | Higashiyama      | 東山区     | 7.48             |
| Prefettura di Kyoto     | Kyoto      | Kamigyō          | 上京区     | 7.03             |
| Prefettura di Kyoto     | Kyoto      | Kita             | 北区       | 94.88            |
| Prefettura di Kyoto     | Kyoto      | Minami           | 南区       | 15.81            |
| Prefettura di Kyoto     | Kyoto      | Nakagyō          | 中京区     | 7.41             |
| Prefettura di Kyoto     | Kyoto      | Nishikyō         | 西京区     | 59.24            |
| Prefettura di Kyoto     | Kyoto      | Sakyō            | 左京区     | 246.77           |
| Prefettura di Kyoto     | Kyoto      | Shimogyō         | 下京区     | 6.78             |
| Prefettura di Kyoto     | Kyoto      | Ukyō             | 右京区     | 292.07           |
| Prefettura di Kyoto     | Kyoto      | Yamashina        | 山科区     | 28.70            |
| Prefettura di Osaka     | Osaka      | Abeno            | 阿倍野区   | 5.98             |
| Prefettura di Osaka     | Osaka      | Asahi            | 旭区       | 6.32             |
| Prefettura di Osaka     | Osaka      | Chūō             | 中央区     | 8.87             |
| Prefettura di Osaka     | Osaka      | Fukushima        | 福島区     | 4.67             |
| Prefettura di Osaka     | Osaka      | Higashinari      | 東成区     | 4.54             |
| Prefettura di Osaka     | Osaka      | Higashisumiyoshi | 東住吉区   | 9.75             |
| Prefettura di Osaka     | Osaka      | Higashiyodogawa  | 東淀川区   | 13.27            |
| Prefettura di Osaka     | Osaka      | Hirano           | 平野区     | 15.28            |
| Prefettura di Osaka     | Osaka      | Ikuno            | 生野区     | 8.37             |
| Prefettura di Osaka     | Osaka      | Jōtō             | 城東区     | 8.38             |
| Prefettura di Osaka     | Osaka      | Kita             | 北区       | 10.34            |
| Prefettura di Osaka     | Osaka      | Konohana         | 此花区     | 19.25            |
| Prefettura di Osaka     | Osaka      | Minato           | 港区       | 7.86             |
| Prefettura di Osaka     | Osaka      | Miyakojima       | 都島区     | 6.08             |
| Prefettura di Osaka     | Osaka      | Naniwa           | 浪速区     | 4.39             |
| Prefettura di Osaka     | Osaka      | Nishi            | 西区       | 5.21             |
| Prefettura di Osaka     | Osaka      | Nishinari        | 西成区     | 7.37             |
| Prefettura di Osaka     | Osaka      | Nishiyodogawa    | 西淀川区   | 14.22            |
| Prefettura di Osaka     | Osaka      | Suminoe          | 住之江区   | 20.61            |
| Prefettura di Osaka     | Osaka      | Sumiyoshi        | 住吉区     | 9.40             |
| Prefettura di Osaka     | Osaka      | Taishō           | 大正区     | 9.43             |
| Prefettura di Osaka     | Osaka      | Tennōji          | 天王寺区   | 4.84             |
| Prefettura di Osaka     | Osaka      | Tsurumi          | 鶴見区     | 8.17             |
| Prefettura di Osaka     | Osaka      | Yodogawa         | 淀川区     | 12.64            |
| Prefettura di Osaka     | Sakai      | Higashi          | 東区       | 10.49            |
| Prefettura di Osaka     | Sakai      | Kita             | 北区       | 15.60            |
| Prefettura di Osaka     | Sakai      | Mihara           | 美原区     | 13.20            |
| Prefettura di Osaka     | Sakai      | Minami           | 南区       | 40.39            |
| Prefettura di Osaka     | Sakai      | Naka             | 中区       | 17.88            |
| Prefettura di Osaka     | Sakai      | Nishi            | 西区       | 28.61            |
| Prefettura di Osaka     | Sakai      | Sakai            | 堺区       | 23.65            |
| Prefettura di Hyōgo     | Kōbe       | Chūō             | 中央区     | 28.97            |
| Prefettura di Hyōgo     | Kōbe       | Higashinada      | 東灘区     | 34.02            |
| Prefettura di Hyōgo     | Kōbe       | Hyōgo            | 兵庫区     | 14.68            |
| Prefettura di Hyōgo     | Kōbe       | Kita             | 北区       | 240.29           |
| Prefettura di Hyōgo     | Kōbe       | Nada             | 灘区       | 32.66            |
| Prefettura di Hyōgo     | Kōbe       | Nagata           | 長田区     | 11.36            |
| Prefettura di Hyōgo     | Kōbe       | Nishi            | 西区       | 138.01           |
| Prefettura di Hyōgo     | Kōbe       | Suma             | 須磨区     | 28.93            |
| Prefettura di Hyōgo     | Kōbe       | Tarumi           | 垂水区     | 28.11            |
| Prefettura di Okayama   | Okayama    | Higashi          | 東区       | 160.53           |
| Prefettura di Okayama   | Okayama    | Kita             | 北区       | 450.70           |
| Prefettura di Okayama   | Okayama    | Minami           | 南区       | 127.48           |
| Prefettura di Okayama   | Okayama    | Naka             | 中区       | 51.25            |
| Prefettura di Hiroshima | Hiroshima  | Aki              | 安芸区     | 94.08            |
| Prefettura di Hiroshima | Hiroshima  | Asakita          | 安佐北区   | 353.33           |
| Prefettura di Hiroshima | Hiroshima  | Asaminami        | 安佐南区   | 117.24           |
| Prefettura di Hiroshima | Hiroshima  | Higashi          | 東区       | 39.42            |
| Prefettura di Hiroshima | Hiroshima  | Minami           | 南区       | 26.30            |
| Prefettura di Hiroshima | Hiroshima  | Naka             | 中区       | 15.32            |
| Prefettura di Hiroshima | Hiroshima  | Nishi            | 西区       | 35.61            |
| Prefettura di Hiroshima | Hiroshima  | Saeki            | 佐伯区     | 225.22           |
| Prefettura di Fukuoka   | Kitakyushu | Kokurakita       | 小倉北区   | 39.23            |
| Prefettura di Fukuoka   | Kitakyushu | Kokuraminami     | 小倉南区   | 171.74           |
| Prefettura di Fukuoka   | Kitakyushu | Moji             | 門司区     | 73.67            |
| Prefettura di Fukuoka   | Kitakyushu | Tobata           | 戸畑区     | 16.61            |
| Prefettura di Fukuoka   | Kitakyushu | Wakamatsu        | 若松区     | 71.31            |
| Prefettura di Fukuoka   | Kitakyushu | Yahatahigashi    | 八幡東区   | 36.26            |
| Prefettura di Fukuoka   | Kitakyushu | Yahatanishi      | 八幡西区   | 83.13            |
| Prefettura di Fukuoka   | Fukuoka    | Chūō             | 中央区     | 15.39            |
| Prefettura di Fukuoka   | Fukuoka    | Hakata           | 博多区     | 31.62            |
| Prefettura di Fukuoka   | Fukuoka    | Higashi          | 東区       | 69.36            |
| Prefettura di Fukuoka   | Fukuoka    | Jōnan            | 城南区     | 15.99            |
| Prefettura di Fukuoka   | Fukuoka    | Minami           | 南区       | 30.98            |
| Prefettura di Fukuoka   | Fukuoka    | Sawara           | 早良区     | 95.87            |
| Prefettura di Fukuoka   | Fukuoka    | Nishi            | 西区       | 84.16            |
| Prefettura di Kumamoto  | Kumamoto   | Chūō             | 中央区     | 25.45            |
| Prefettura di Kumamoto  | Kumamoto   | Higashi          | 東区       | 50.19            |
| Prefettura di Kumamoto  | Kumamoto   | Kita             | 北区       | 115.34           |
| Prefettura di Kumamoto  | Kumamoto   | Minami           | 南区       | 110.01           |
| Prefettura di Kumamoto  | Kumamoto   | Nishi            | 西区       | 89.33            |

## Quartieri speciali di Tokyo
Prima del 1943 i quartieri di Tokyo non erano differenti da quelli di Osaka o di Kyōto. Nel 1943, quando la giurisdizione della città di Tokyo e quella della sua prefettura vennero fuse in un unico ente metropolitano, i 23 quartieri vennero posti sotto il controllo diretto dell'amministrazione metropolitana. Ricevettero la forma speciale di tokubetsu-ku (特別区?, “rioni speciali”), che conferì loro lo status di municipalità indipendenti. Nel 2000 le circoscrizioni di Tokyo sono state formalmente riconosciute come “autorità locali speciali” (特別地方公共団体, tokubetsu chihō kōkyō dantai) in conformità alla “Legge sull'autonomia locale” e quindi come municipalità.